# Brian Owen
Brian Ernest Owen (Harefield; 1 de noviembre de 1944 – 23 de julio de 2025) fue un futbolista inglés que jugaba en la posición de extremo.

## Equipos
| Periodo   | Club                       | Apariciones | Goles |
| --------- | -------------------------- | ----------- | ----- |
| 1963–1970 | Watford FC                 | 153         | 17    |
| 1970–1973 | Colchester United FC       | 14          | 2     |
| 1972–1973 | Wolverhampton Wanderers FC | 4           | 0     |

## Logros
- Football League Third Division (1): 1968–69.[2]
- Watney Cup (1): 1972.[3]